# Żelazna (gromada)
Żelazna – dawna gromada, czyli najmniejsza jednostka podziału terytorialnego Polskiej Rzeczypospolitej Ludowej w latach 1954–1972.
Gromady, z gromadzkimi radami narodowymi (GRN) jako organami władzy najniższego stopnia na wsi, funkcjonowały od reformy reorganizującej administrację wiejską przeprowadzonej jesienią 1954 do momentu ich zniesienia z dniem 1 stycznia 1973, tym samym wypierając organizację gminną w latach 1954–1972.
Gromadę Żelazna siedzibą GRN w Żelaznej utworzono – jako jedną z 8759 gromad na obszarze Polski – w powiecie skierniewickim w woj. łódzkim, na mocy uchwały nr 39/54 WRN w Łodzi z dnia 4 października 1954. W skład jednostki weszły obszary dotychczasowych gromad Żelazna, Brzozów, Józefatów, Rzeczków, Rzędków, Wola Wysoka i Zalesie ze zniesionej gminy Dębowa Góra oraz obszar dotychczasowej gromady Lnisno ze zniesionej gminy Głuchów w tymże powiecie. Dla gromady ustalono 21 17 członków gromadzkiej rady narodowej.
31 grudnia 1962 do gromady Żelazna przyłączono wieś Rzędków Stary z gromady Kawenczyn Nowy w tymże powiecie.
1 lipca 1968 gromadę zniesiono, a jej obszar włączono do gromad: Dębowa Góra (wieś i parcelę Brzozów, wieś Józefatów, wieś Rzeczków, wieś Rzędków, wieś Stary Rzędków, wieś Wola Wysoka, wieś Zalesie, wieś i parcelę Żelazna, wieś Julków, przysiółek Leonów, parcelę Parcela oraz kolonię Zajrzew) i Godzianów (wieś Lnisno) w tymże powiecie.